# Pina Gallini
Giuseppina Gallini, detta Pina (Bondeno, 19 marzo 1888 – Bologna, 31 gennaio 1974), è stata un'attrice italiana attiva come caratterista.
Divenne piuttosto nota negli anni trenta per i suoi ruoli fortemente caratterizzati. Era conosciuta anche con lo pseudonimo di Pina Dal Cortivo, nome tratto da quello del marito, anche lui attore, Giovanni Dal Cortivo.

## Biografia
Sui palcoscenici dall'età di dodici anni, lavorò con Cesco Baseggio, Agostino Salvietti, Dria Paola ed Eleonora Duse ma anche nel teatro di rivista.
Il suo primo ruolo cinematografico lo ottenne nel 1935, in età già matura, quando Guido Brignone la volle per una piccola parte in Passaporto rosso. Da allora, impose sino alla metà degli anni sessanta la sua figura di imponente zitellona inacidita o di severa istitutrice. Affetta da una miopia molto forte, fece di ciò uno dei caratteri distintivi dei suoi personaggi.
Tra i suoi ruoli più rilevanti: la feroce insegnante in Assenza ingiustificata (1939) di Max Neufeld, la suocera di Totò in L'imperatore di Capri (1949) di Luigi Comencini, e nuovamente la suocera di Totò in Totò e le donne (1952) di Mario Monicelli.  Nel 1956 ottenne una piccola parte nel film Noi siamo le colonne, diretto da Luigi Filippo D'Amico con Vittorio De Sica.
Non abbandonò comunque il teatro di rivista, facendo parte della compagnia Riccioli-Primavera per tornare poi, nella stagione 1951-52, a compagnie di prosa importanti con Andreina Pagnani. Lavorò successivamente con la compagnia Barbara-Tamberlani-Villa, (1955-56), e la Dominici-Siletti-Caldano (1957-58).
Dopo aver sostenuto la sua ultima parte in Follie d'estate (1963) di Carlo Infascelli, Pina Gallini visse a pochi chilometri dal suo paese natio, Bondeno, ritirandosi infine nella casa di riposo per attori di Bologna. Qui morì nel 1974, all'età di ottantacinque anni, in seguito ad un infarto.

## Filmografia

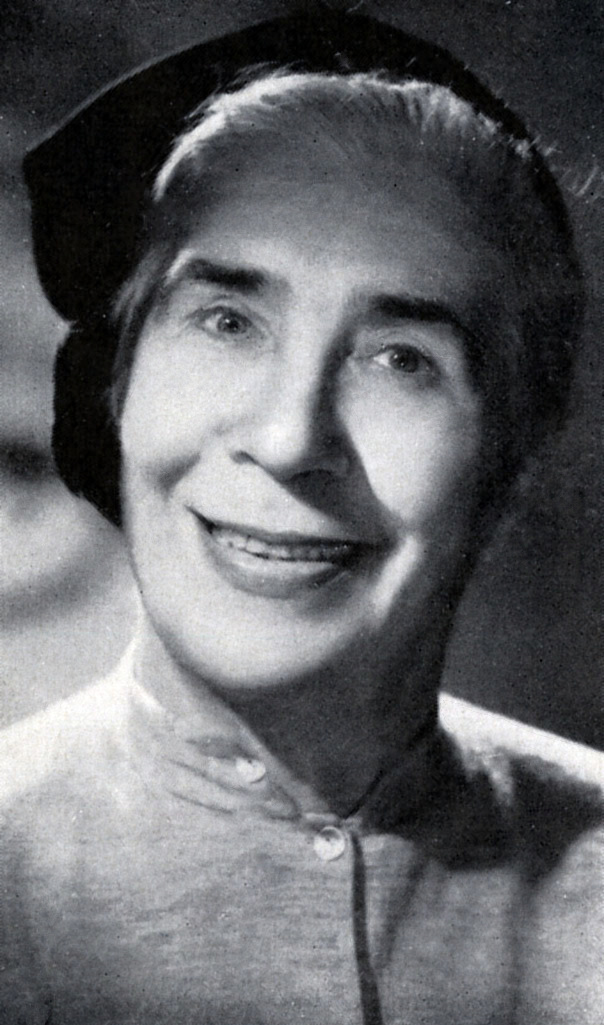
Pina Gallini nel film Il mulino del Po del 1949

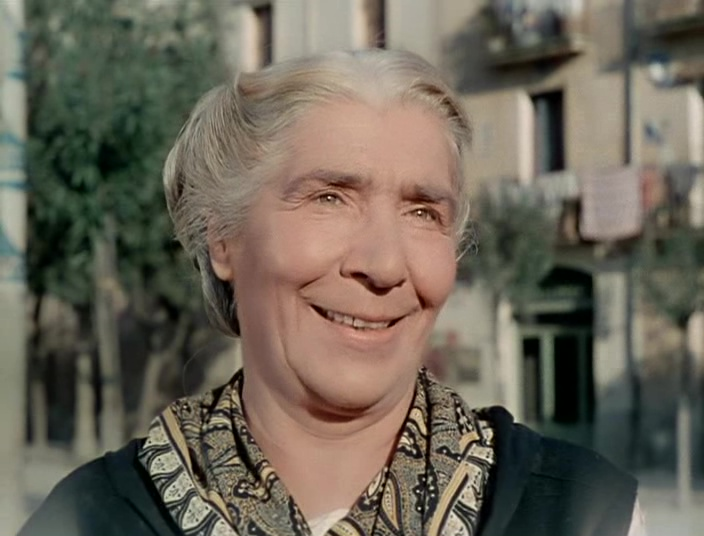
Pina Gallini nel film Giorni d'amore

- Passaporto rosso, regia di Guido Brignone (1935)
- Ginevra degli Almieri, regia di Guido Brignone (1936)
- Il feroce Saladino, regia di Mario Bonnard (1937)
- Il fu Mattia Pascal, regia di Pierre Chenal (1937)
- I fratelli Castiglioni, regia di Corrado D'Errico (1937)
- Contessa di Parma, regia di Alessandro Blasetti (1937)
- L'albergo degli assenti, regia di Raffaello Matarazzo (1938)
- Il suo destino, regia di Enrico Guazzoni (1938)
- Batticuore, regia di Mario Camerini (1939)
- Animali pazzi, regia di Carlo Ludovico Bragaglia (1939)
- Bionda sottochiave, regia di Camillo Mastrocinque (1939)
- L'ospite di una notte, regia di Giuseppe Guarino (1939)
- Assenza ingiustificata, regia di Max Neufeld (1939)
- Il segreto inviolabile, regia di Julio Fleischner (1939)
- L'eredità in corsa, regia di Oreste Biancoli (1939)
- Il documento, regia di Mario Camerini (1939)
- Le educande di Saint-Cyr, regia di Gennaro Righelli (1939)
- Ecco la radio!, regia di Giacomo Gentilomo (1940)
- Validità giorni dieci, regia di Camillo Mastrocinque (1940)
- Manon Lescaut, regia di Carmine Gallone (1940)
- Il ladro sono io!, regia di Flavio Calzavara (1940)
- La gerla di papà Martin, regia di Mario Bonnard (1940)
- Non me lo dire!, regia di Mario Mattoli (1940)
- Il capitano degli ussari, regia di Sandor Szlatinay (1940)
- Dopo divorzieremo, regia di Nunzio Malasomma (1940)
- Amiamoci così, regia di Giorgio Simonelli (1940)
- La donna perduta, regia di Domenico Gambino (1940)
- Il bravo di Venezia, regia di Carlo Campogalliani (1941)
- Beatrice Cenci, regia di Guido Brignone (1941)
- Il signore a doppio petto, regia di Flavio Calzavara (1941)
- Caravaggio, il pittore maledetto, regia di Goffredo Alessandrini (1941)
- L'angelo del crepuscolo, regia di Gianni Pons (1942)
- La bisbetica domata, regia di Ferdinando Maria Poggioli (1942)
- Addio Kira!, regia di Goffredo Alessandrini (1942)
- Violette nei capelli, regia di Carlo Ludovico Bragaglia (1942)
- Soltanto un bacio, regia di Giorgio Simonelli (1942)
- Non ti pago!, regia di Carlo Ludovico Bragaglia (1942)
- Avanti c'è posto..., regia di Mario Bonnard (1942)
- Le signorine della villa accanto, regia di Gian Paolo Rosmino (1942)
- Finalmente soli, regia di Giacomo Gentilomo (1942)
- 4 passi fra le nuvole, regia di Alessandro Blasetti (1942)
- Senza una donna, regia di Alfredo Guarini (1943)
- Harlem, regia di Carmine Gallone (1943)
- Fuga a due voci, regia di Carlo Ludovico Bragaglia (1943)
- Il paese senza pace, regia di Leo Menardi (1943)
- Lacrime di sangue, regia di Guido Brignone (1944)
- La carne e l'anima, regia di Vladimir Striževskij (1945)
- Il marito povero, regia di Giuseppe Amata (1946)
- Eugenia Grandet, regia di Mario Soldati (1947)
- Sinfonia fatale, regia di Victor Stoloff (1947)
- Un mese d'onestà, regia di Domenico Gambino (1947)
- L'imperatore di Capri, regia di Luigi Comencini (1949)
- Il mulino del Po, regia di Alberto Lattuada (1949)
- Come scopersi l'America, regia di Carlo Borghesio (1949)
- La figlia del mendicante, regia di Carlo Campogalliani (1950)
- Sangue sul sagrato, regia di Goffredo Alessandrini (1950)
- L'inafferrabile 12, regia di Mario Mattoli (1950)
- Totò terzo uomo, regia di Mario Mattoli (1951)
- Canzoni di mezzo secolo, regia di Domenico Paolella (1952)
- La trappola di fuoco, regia di Gaetano Petrosemolo (1952)
- Totò e le donne, regia di Steno, Mario Monicelli (1952)
- Gli 11 moschettieri, regia di Ennio De Concini (1952)
- Inganno, regia di Guido Brignone (1952)
- La figlia del reggimento, regia di Tullio Covaz (1953)
- Il ritorno di don Camillo, regia di Julien Duvivier (1953)
- Un americano a Roma, regia di Steno (1954)
- Giorni d'amore, regia di Giuseppe De Santis (1954)
- Ridere! Ridere! Ridere!, regia di Edoardo Anton (1954)
- Io sono la primula rossa, regia di Giorgio Simonelli (1955)
- Ore 10: lezione di canto, regia di Marino Girolami (1955)
- Due sosia in allegria, regia di Ignazio Ferronetti (1956)
- Ci sposeremo a Capri, regia di Siro Marcellini (1956)
- Noi siamo le colonne, regia di Luigi Filippo D'Amico (1956)
- Serenate per 16 bionde, regia di Marino Girolami (1956)
- Sette canzoni per sette sorelle, regia di Marino Girolami (1956)
- Serenata a Maria, regia di Luigi Capuano (1957)
- C'è un sentiero nel cielo, regia di Marino Girolami (1957)
- Gente felice, regia di Mino Loy (1957)
- Valeria ragazza poco seria, regia di Guido Malatesta (1958)
- Ballerina e Buon Dio, regia di Antonio Leonviola (1958)
- Psicanalista per signora, regia di Jean Boyer (1959)
- Agosto, donne mie non vi conosco, regia di Guido Malatesta (1959)
- È arrivata la parigina, regia di Camillo Mastrocinque (1959)
- Juke box - Urli d'amore, regia di Mauro Morassi (1959)
- Le ambiziose, regia di Antonio Amendola (1960)
- Cinque ore in contanti, regia di Mario Zampi (1960)
- Il mio amico Jekyll, regia di Marino Girolami (1960)
- Ferragosto in bikini, regia di Marino Girolami (1961)
- Follie d'estate, regia di Carlo Infascelli e Edoardo Anton (1963)